# Джузеппе Москаті
Джузеппе Москаті (італ. Giuseppe Moscati; 25 липня 1880, Беневенто, Кампанія — 12 квітня 1927, Неаполь, Кампанія) — італійський лікар, науковий співробітник, святий римо-католицької церкви. Відомий як своїми новаторськими роботами в галузі біохімії, так і своєю набожністю.

## Дитинство
Джузеппе Москаті народився 25 липня 1880 року в Беневенто. Він був 7 з 10 дітей, народжених у знатній родині, що походила з села Санта-Лючія-ді-Серіно, поблизу міста Авелліно. Його батько — Франческо Москаті, був відомий як адвокат і суддя в цій місцевості; його мати — Роза Де Лука ді Марчезі ді Розето, походила зі знатного роду. Він був хрещений через 6 днів після народження. У 1884 році Москаті переїхав з родиною до Неаполя і провів у цьому місті більшу частину свого життя. Сім'я проводила літо в Авелліно, і Джузеппе бачив, як його батько служив у вівтарі місцевої каплиці щоразу, коли вони відвідували месу. У 8-річному віці він отримав своє перше причастя. Тоді ж Джузеппе був прийнятий до Католицької Церкви, його сім'я познайомилася з Бартоло Лонго і провела деякий час у домі Катерини Вольпічеллі. Остання стала одним з його найважливіших духовних наставників у подальшому житті.

## Навчання
Після закінчення початкової школи в 1889 році, Джузеппе Москаті вступив до ліцею Віктора Емануїла II в Неаполі. У 1892 році його брат Альберто — лейтенант кавалерії, отримав невиліковну травму голови, впавши з коня під час військової служби. Спостереження за доглядом, який Альберто отримував вдома, пробудило в Джузеппе інтерес до медицини. У 1897 році помирає його батько і Джузеппе починає вчитися на лікаря. Москаті здобув ступінь доктора медицини на медичному факультеті Неаполітанського університету в 1903 році.

## Медична кар'єра
Одразу після отримання диплома Москаті приєднався до персоналу Лікарні для невиліковних, розташованої в центрі Неаполя, а згодом став її адміністратором. У цей час він продовжував навчатися, проводячи медичні дослідження, коли не виконував свої обов'язки в лікарні. Він отримав визнання за свої дії після виверження Везувію 8 квітня 1906 року. Одна з лікарень, за яку він відповідав в Торре-дель-Греко, була розташована за кілька кілометрів від кратера вулкана. Багато її пацієнтів були літніми людьми, а також паралізованими. Москаті керував евакуацією з будівлі, виводячи їх звідти якраз перед тим, як дах обвалився.
Коли 1911 року в Неаполі спалахнула холера, громадський уряд доручив Москаті провести інспекцію громадського здоров'я, а також дослідити походження хвороби та найкращі способи її лікування. Він швидко впорався з цим завданням, представивши свої пропозиції міській владі та більшість з них була втілена.
У 1911 році Джузеппе став членом Королівської академії хірургічної медицини і здобув ступінь доктора біохімії. До основних його досягнень можна віднести: запровадження інсулінотерапії в Італії; дослідженням з визначення за допомогою світлової мікроскопії кількості крові при нефриті, пояснення клінічної та патофізіологічної різниці між нефритичним і нефротичним синдромом.
Під час Першої світової війни Джузеппе Москаті намагався стати військовим, але отримав відмову. Військове керівництво вважало, що він зможе краще служити країні, лікуючи поранених. Його госпіталь перейшов у розпорядження військових, а сам він врятував близько 3 000 солдатів.
Окрім своєї роботи як дослідника та лікаря, Джузеппе Москаті наглядав за напрямками роботи місцевого Інституту анатомічної патології. У 1919 році його призначили директором однієї з місцевих чоловічих шкіл та він почав викладацьку діяльність. У 1922 році Москаті отримав право викладати у вищих навчальних закладах.

## Смерть та поховання
Джузеппе Москаті помер у другій половині дня 12 квітня 1927 року. Того ранку він відвідав церкву, причастився, а решту ранку провів у лікарні. Він займався пацієнтами приблизно до третьої години, після чого, відчуваючи втому, сів у крісло у своєму кабінеті. Незабаром після цього він помер.
Тіло Москаті спочатку поховали на кладовищі Поджореале, але через три роки ексгумували і перепоховали в церкві Джезу Нуово.

## Віра
Джузеппе Москаті залишався вірним вірі все життя, давши обітницю цнотливості і займаючись благодійністю. Він розглядав свою медичну практику як спосіб полегшення страждань для людей, а не як спосіб отримання прибутку, і регулярно усамітнювався для молитви. Москаті також відмовлявся брати гроші за лікування з бідних, і, іноді відправляв пацієнта додому з рецептом і запискою в конверті на 50 лір. Відомий випадок, коли Джузеппе довго лікував 15-річного підлітка та той зрештою одужав. Щоб віддячити, батько хлопчика дав лікареві конверт. Ідучи від сім'ї, Джузеппе відкрив його та здивовано побачив величезну на той час суму — 1000 лір. Він побіг назад до будинку і схвильовано віддав конверт. Не зрозумівши, батько простягнув йому додаткові 1000 лір, оскільки подумав, що початкова оплата виявилась замалою. У відповідь Джузеппе повернув більшість грошей, залишивши собі лише 200 лір, та залишив сім'ю у повному здивуванні.
Ще до його смерті стверджували, що Москаті був чудотворцем. Казали, що він міг поставити точний діагноз і виписати рецепт для будь-якого пацієнта, просто вислухавши його симптоми і навіть не бачачи в живу. Повідомлення про його добрі справи продовжували надходити та після його смерті, повідомляючи, що люди одужали від невиліковних хвороб.
16 листопада 1975 року Папа Павло VI від імені Римо-Католицької Церкви зарахував його до лику блаженних. 25 жовтня 1987 року Папа Іван Павло ІІ канонізував Москаті. Канонізації була пов'язана зі справою молодого слюсаря, який помирав від лейкемії. Матері юнака приснився лікар у білому халаті, в якому вона впізнала Москаті, коли їй показали фотографію. Невдовзі після цього у її сина настала ремісія, і він повернувся до роботи. Джузеппе Москаті став першим сучасним лікарем, зарахованим до лику святих. День його пам'яті — 16 листопада.

## Телевізійний фільм
У 2007 році італійський телеканал Rai Uno представив фільм «Святий Джузеппе Москаті: Лікар для бідних» режисера Джакомо Кампіотті. Фільм заснований на свідченнях сучасників Москаті та описує його життя між закінченням університету в 1903 році та смертю в 1927 році. Фільм дубльований українською мовою.